# Луго (Равена)
Луго (итал. Lugo, ромањ. Lugh) је град у северној Италији. Значајан је град округа Равена у оквиру италијанске покрајине Емилија-Ромања.

## Природне одлике
Град се налази на северозападу плодне долине између река Сантерно и Сенио. Територија око града је испресецана каналима. Клима је умерена субконтинентална, са хладним и влажним зимама, и топлим спарним летима. Луго је од Болоње удаљен 53 км, од Равене 30 км, а од Фаенце 17 км.

## Историја
Прво насеље на подручју данашњег града помиње се 782. године. Име града Lucus забележено је 1071. Од 1161. до 1202. Луго је у поседу војвода Кунија, а онда је враћен Папској држави. Касније је припадао породицама: Де Полента, Пеполи, Висконти и Есте. Од 1597. поново је припао Папској држави. Луго је 1859. плебисцитом прикључен Краљевини Италији. Град је знатно страдао у Другом светском рату, јер је од децембра 1944. до априла 1945. био на фронту који је раздвајао немачке и савезничке снаге.

## Становништво
Према званичним подацима, у граду је крајем 2011. живео 32.891 становник.
| 1931.  | 1936.  | 1951.  | 1961.  | 1971.  | 1981.  | 1991.  | 2001.  | 2011.  |
| ------ | ------ | ------ | ------ | ------ | ------ | ------ | ------ | ------ |
| 30.317 | 30.125 | 31.292 | 33.731 | 34.611 | 34.359 | 32.204 | 31.063 | 32.062 |

## Партнерски градови
- Кулмбах
- Гел
- Шоази ле Роа
- Нервеза дела Батаља
- Вексфорд
- Тајан
- Yokneam Illit
- Будва

## Галерија
- Павиљон у Лугу (пијаца)
- Позориште „Росини“ у Лугу
- Утврђење „Рока Естензе“